# Galina Kulakova
Galina Aleksejevna Kulakova (ryska: Галина Алеҝсеевна Кулакова), född den 29 april 1942, är en rysk före detta längdåkare som under sin karriär tävlade för Sovjetunionen. Kulakova var en av världens absolut bästa skidåkare under 1970-talet.
Kulakova tog under sin karriär imponerade åtta medaljer i olympiska spel. Vid OS 1972 i Sapporo tog hon tre guld och vid OS 1976 tog hon guld i stafett. Vid OS 1976 blev hon först trea på 5 kilometer men blev av med medaljen sedan hon använt nässpray som innehöll förbjudna medel. Trots detta fick hon tävla i både stafetten och på 10 kilometer.
I VM-sammanhang tog Kulakova totalt fem guld, två på fem kilometer, två i stafett och ett på 10 kilometer. 
För sina insatser fick Kulakova motta Leninorden. Dessutom fick hon motta den olympiska orden 1984 för sina bedrifter i de olympiska spelen.